# Orde van Trouw en IJver
De Orde van Trouw en IJver werd op 23 september 1944 door de Chinese president Chiang Kai-shek ingesteld als beloning voor tien jaar trouwe dienst in de strijdkrachten. De gedecoreerden moeten ook bepaalde academische kwaliteiten tonen. Daarom is op het medaillon van de onderscheiding een geopend boek met daarop een zwaard afgebeeld. Deze ridderorde kent één enkele graad; "Lint" genoemd.
Toen in 1949 de verslagen Chinese regering naar Taiwan vluchtte, bleef deze onderscheiding daar deel uitmaken van het decoratiestelsel van de Republiek China. De in Peking residerende regering van de Volksrepubliek China verleent deze onderscheiding niet. 